# Mickey Roker
Granville "Mickey" Roker (3. september 1932 i Miami USA - 22. maj 2017) var en amerikansk jazztrommeslager.
Roker spillede med alle jazzens store musikere, men var nok bedst kendt som Dizzy Gillespies foretrukne trommeslager i 1970'erne. Han spillede også med Sonny Rollins , Ella Fitzgerald , Horace Silver , Zoot Zims , Herbie Hancock , Oscar Peterson , Bobby Hutcherson og Hank Jones og mange andre.
Roker der var inspireret af Philly Joe Jones, spillede i bebop-stil, men spillede også hardbop, rythm and blues og latinmusik.

## Eksterne kilder og henvisninger
- Biografi mm